# Myotis riparius
Myotis riparius (Handley, 1960) è un pipistrello della famiglia dei Vespertilionidi diffuso nell'America centrale e meridionale.

## Descrizione

### Dimensioni
Pipistrello di piccole dimensioni, con la lunghezza totale tra 83 e 91 mm, la lunghezza dell'avambraccio tra 33,5 e 38 mm, la lunghezza della coda tra 36 e 44 mm, la lunghezza del piede tra 7 e 10 mm, la lunghezza delle orecchie tra 12 e 14 mm, e un peso fino a 6,5 g.

### Aspetto
La pelliccia è corta e lanosa. Le parti dorsali variano dal marrone scuro a bruno-arancio, mentre le parti ventrali sono giallo-brunastre. La base dei peli è ovunque più scura. Il muso è bruno-rosato. Le orecchie sono marroni scure, strette ed appuntite. Le membrane alari sono nerastre e attaccate posteriormente alla base delle dita dei piedi, i quali sono relativamente grandi. La coda è lunga ed inclusa completamente nell'ampio uropatagio.

## Biologia

### Comportamento
Si rifugia in diversi tipi di luoghi, inclusi fabbricati, dove sono state osservate colonie fino a 50 individui. È associato ad altre specie dello stesso genere, come Myotis nigricans, Myotis albescens e Molossus molossus.

### Alimentazione
Si nutre di insetti catturati prevalentemente sopra superfici d'acqua.

### Riproduzione
Femmine gravide sono state catturate nei mesi di aprile, maggio, luglio in Costa Rica e in agosto in Perù.

## Distribuzione e habitat
Questa specie è diffusa dall'Honduras orientale attraverso tutta l'America centrale e la parte settentrionale dell'America meridionale fino all'Uruguay e il Brasile orientale. È presente anche sull'isola di Trinidad.
Vive nelle foreste semi-decidue e sempreverdi fino a 2.000 metri di altitudine. È altamente tollerante alla presenza umana e può essere trovato nelle aree agricole.

## Conservazione
La IUCN Red List, considerato il vasto areale, la popolazione presumibilmente numerosa e la presenza in diverse aree protette, classifica M.riparius come specie a rischio minimo (Least Concern)).